# Tell Dahab
Tell Dahab (tiếng Ả Rập: تل ذهب, cũng đánh vần Tal Dhahab) là một ngôi làng ở miền trung Syria, một phần hành chính của Tỉnh Homs, nằm ở phía tây bắc của Homs. Các địa phương lân cận bao gồm Taldou và Kafr Laha, Maryamin và al-Taybah al-Gharbiyah ở phía tây nam, Awj ở phía tây, Aqrab ở phía tây bắc, Bisin ở phía bắc và Talaf ở phía đông. Theo Cục Thống kê Trung ương Syria (CBS), Tell Dahab có dân số 12.055 trong cuộc điều tra dân số năm 2004. Cư dân của nó chủ yếu là người Hồi giáo Sunni.
Một nhà thờ cổ dành riêng cho Saints Sergius và Bacchus, được xây dựng từ thời Byzantine, nằm ở Tell Dahab. Trong thời kỳ cuối Ottoman, vào năm 1829, Tell Dahab bao gồm 65 fedex và đóng thuế hàng năm là 6,930 qirsh. Đó là một ngôi làng được thành lập vào thế kỷ 19 và trong thời kỳ Ai Cập ngắn ngủi, agha địa phương ("chỉ huy quân sự") Abdullah Agha Tayfur đã đầu tư vào Tell Dahab.